# Protobehningia asiatica
Protobehningia asiatica is een haft uit de familie Behningiidae. De wetenschappelijke naam van de soort is voor het eerst geldig gepubliceerd in 1960 door Tshernova & Bajkova.
De soort komt voor in het Palearctisch gebied.